# Digonis maculosa
Digonis maculosa là một loài bướm đêm trong họ Geometridae.